# Trinationaler Atomschutzverband
Der Trinationale Atomschutzverband (TRAS), französisch L’Association trinationale de protection de la population des alentours de Fessenheim (ATPN) ist ein im Juni 2005 von Organisationen und Gemeinden aus dem Dreiländereck Deutschland-Frankreich-Schweiz gegründeter Verband. Ursprüngliches Ziel des Verbandes war die Stilllegung des Kernkraftwerkes Fessenheim.

## Aktivitäten
Die von TRAS beauftragte Pariser Anwältin Corinne Lepage (ehemalige französische Umweltministerin) gelang es, die Offenlegung sicherheitsrelevanter Dokumente zu erzwingen, welche die Besitzerin und Betreiberin, der französische Energiekonzern Électricité de France (EdF) jahrelang unter Verschluss gehalten hatte.
Mitglieder des TRAS halten immer wieder Vorträge zur Aufklärung und Sensibilisierung der ansässigen Bevölkerung und deren politischen Vertretern.
Im März 2011 veröffentlichte das Verwaltungsgericht Straßburg das Urteil in dem vom TRAS angestrengten Prozess. Es weist die Klage des TRAS und dessen Forderung nach Stilllegung des Atomkraftwerks zurück.
Der TRAS entgegnete zunächst: Trotzdem gibt das Gericht TRAS in einem wesentlichen Punkt Recht. Beim AKW Fessenheim fehlen die rechtmäßigen Bewilligungen für die Wasseremissionen. Der Betrieb ist demnach illegal.
Am 21. März beschloss der TRAS einstimmig, gegen das erfolgte Urteil Berufung einzulegen.
Die hierfür zuständige Berufungsinstanz ist das französische Verwaltungsgericht in Nancy; die darauf folgende Instanz ist der französische Conseil d’État (d etwa: Staatsrat).
Im Dezember 2012 reichten TRAS und Greenpeace gegen die Betreiber der Atomkraftwerke Gösgen und Leibstadt Strafanzeige wegen angeblicher Urkundenfälschung ein. In den Bilanzen dieser Werke seien insgesamt über 1,8 Milliarden Franken aktiviert, die nicht werthaltig seien. Die beiden Unternehmen wiesen die Anschuldigungen als haltlos zurück. Ein von den Staatsanwaltschaften der Kantone Aargau und Solothurn eingeleitetes Strafverfahren wurde im November 2013 eingestellt. 
Nach Abschluss der Ermittlungen kamen beide Staatsanwaltschaften unabhängig voneinander zum Schluss, die beiden Unternehmen hätten die beanstandeten Aktivpositionen korrekt verbucht. Die finanzielle Situation der Unternehmen werde richtig dargestellt.

## Mitglieder
Der Verband zählt (Januar 2011) rund 230 Mitglieder: neben mehr als 100 Einzelpersonen aus Deutschland, Frankreich und der Schweiz sind das 69 Städte oder Gemeinden (z. B. die Städte Freiburg und Basel), 40 Organisationen sowie 11 kirchliche Einrichtungen. Präsident von TRAS ist Jürg Stöcklin, das Vizepräsidium teilen sich Rudolf Rechsteiner, Axel Mayer, Claude Ledergerber und Madeleine Göschke-Chiquet.
In der Folge der Nuklearkatastrophe von Fukushima im März 2011 schlossen sich vermehrt neue Gemeinden in Südbaden der TRAS bzw. ihren Forderungen an. Teilweise ergänzten sie diese um die Forderung nach der Stilllegung auch der schweizerischen Kernkraftwerke am Hochrhein, Beznau und Leibstadt.